# Hormopeza nitida
Hormopeza nitida är en tvåvingeart som beskrevs av Frey 1953. Hormopeza nitida ingår i släktet Hormopeza och familjen dansflugor.
Artens utbredningsområde är Myanmar. Inga underarter finns listade i Catalogue of Life.